# Лізет Олівера
Лізетт Алексіс Гутьєррес (англ. Lisette Alexís Gutiérrez, нар. 16 квітня 1999, Лос-Анджелес, Каліфорнія) — американська актриса. Вона найбільш відома своєю роллю в телесеріалі Disney+ «Скарб нації: На краю історії», продовженні франшизи «Скарб нації» 2022 року.

## Біографія
Олівера народилася 16 квітня 1999 року і виросла в передмісті Лос-Анджелес, частково виховувалась своїм дідом. Її мати відмовляла її від кар'єри акторки, підштовхуючи її до більш «економічно достатніх» сфер, і вона натомість навчалася танцівниці з дитинства, а також вивчала вокал, фортепіано та гітару. Коли вона була досить дорослою, щоб самостійно водити машину, вона пішла на прослуховування для короткометражних фільмів у сусідньому Голлівуді. Вона була моделлю в коледжі.

## Фільмографія
| Рік  |   | Українська назва             | Оригінальна назва                  | Роль             |
| ---- | - | ---------------------------- | ---------------------------------- | ---------------- |
| 2018 | с | Повне затемнення             | Total Eclipse                      | Белла            |
| 2019 | ф | Фінт                         | Feint                              | Донна            |
| 2021 | ф | Я завжди казав після         | I Always Said After                | Альма Луна       |
| 2021 | ф | Нам потрібно щось зробити    | We Need to Do Something            | Емі              |
| 2022 | ф | Вальс ангелів                | Waltz of the Angels                | Габбі            |
| 2022 | с | Скарб нації: На краю історії | National Treasure: Edge of History | Джесс Валенсуела |
| 2024 | с | ФБР                          | FBI                                | Сідні Ортіз      |